# Coupe du Maghreb des clubs champions 1971-1972
Navigation
Édition précédente Édition suivante
La Coupe du Maghreb des clubs champions 1971-1972 est la troisième édition de la Coupe du Maghreb des clubs champions, qui se déroule entre les 17 et 19 décembre 1971, à Casablanca.
La compétition est réservée aux champions nationaux d'Algérie, du Maroc et de Tunisie ; la Libye ne participe pas à cette édition. C'est le tenant du titre, le CR Belcourt qui la remplace. La compétition se joue sous forme de matchs à élimination directe, mettant aux prises quatre clubs, qui s'affrontent à Casablanca. 
C'est le club algérien du Chabab Riadhi Belcourt qui remporte la compétition en battant en finale le club tunisien du CS Sfax, sur le score de 2 buts à 1. Il s'agit du troisième titre consécutif du CR Belcourt dans la compétition.

## Équipes participantes
- Chabab Riadhi Belcourt  - Champion du Maghreb 1971 et 6e d'Algérie 1971
- Mouloudia Club d'Oran  - Champion d'Algérie 1971
- Renaissance Sportive de Settat  - Champion du Maroc 1971
- Club sportif sfaxien  - Champion de Tunisie 1971

## Compétition

### Demi-finales
| Date        | Équipe 1  | Résultat | Équipe 2      |
| ----------- | --------- | -------- | ------------- |
| 17 décembre | CS Sfax   | 2 - 0    | MC Oran       |
| 17 décembre | RS Settat | 1 - 2    | CR Belcourt T |

Matchs disputés le 17 décembre 1971. Les buts du 1er match sont marqués par Hammadi Agrebi (  5e) et Ali Graja (  80e). Pour le 2e match, Selmi (  65e) et Mustapha Dahleb (  5e) sont les buteurs du CRB, et Ahmed Alaoui (  78e) a marqué pour la RSS.

### Match pour la3eplace
| Date        | Équipe 1  | Résultat | Équipe 2 |
| ----------- | --------- | -------- | -------- |
| 19 décembre | RS Settat | 1 - 0    | MC Oran  |

Match disputé le 19 décembre 1971. La RS Settat prend la troisième place grâce à une victoire sur le score de 1 but à 0, avec un but de Belfoul (  44e).

### Finale
| Date        | Équipe 1      | Résultat | Équipe 2 |
| ----------- | ------------- | -------- | -------- |
| 19 décembre | CR Belcourt T | 2 - 1    | CS Sfax  |

Match disputé le 19 décembre 1971. Ce sont les Algériens du CR Belcourt qui remporte leur troisième titre consécutif dans la compétition, sur le score de 2-1.
Buts de Selmi Djilali (  23e) et (  76e) pour le CRB et de Abdelwahab Trabelsi (  25e) pour le CSS.
- CRB: Mohamed Abrouk, Sid Ali Amar, Messahel, Chekroun, Hamiti, Madani, Selmi Djillali, Hacène Lalmas, Mokhtar Khalem, Mustapha Dahleb et Hamid Boudjenoun (expulsé).
- CSS: Moncef Gueriche, Habib Jerbi, Kachouri, Mokhtar Dhouib, Abdelwahab Benghazi, Abdelwahab Trabelsi, Alaya Sassi, Hammadi Agrebi, Habib Trabelsi, Mohamed Ali Akid et Abderrazak Soudani.

## Vainqueur
| Coupe du Maghreb des clubs champions Vainqueur 1972 |
| --------------------------------------------------- |
| Chabab Riadhi Belcourt Troisième titre              |

## Meilleurs buteurs
| Rang | Joueur              | Club        | Buts |
| ---- | ------------------- | ----------- | ---- |
| 1    | Djilali Selmi       | CR Belcourt | 3    |
| 2    | Mustapha Dahleb     | CR Belcourt | 1    |
| -    | Abdelwahab Trabelsi | CS Sfax     | 1    |
| -    | Ali Graja           | CS Sfax     | 1    |
| -    | Hammadi Agrebi      | CS Sfax     | 1    |
| -    | Belfoul             | RS Settat   | 1    |
| -    | Ahmed Alaoui        | RS Settat   | 1    |

## Sources
- Rsssf.com